# Pantemajas
Pantemajas är en ort i Mexiko.   Den ligger i kommunen Chilón och delstaten Chiapas, i den sydöstra delen av landet, 800 km öster om huvudstaden Mexico City. Pantemajas ligger 89 meter över havet och antalet invånare är 305.
Terrängen runt Pantemajas är varierad. Runt Pantemajas är det ganska tätbefolkat, med 54 invånare per kvadratkilometer. Närmaste större samhälle är Jerusalén, 12,7 km norr om Pantemajas. Trakten runt Pantemajas består till största delen av jordbruksmark.